# Église Sainte-Marie-Madeleine de Morlancourt
Pour les articles homonymes, voir Église Sainte-Marie-Madeleine et Sainte Marie-Madeleine.
 (février 2019).
L'église Sainte-Marie Madeleine de Morlancourt est une église paroissiale située sur le territoire de la commune de Morlancourt, dans le département de la Somme, non loin d'Albert.

## Historique
La construction de l'église de Morlancourt remontait au XVIe siècle. Le clocher avait été restauré en 1824. Totalement détruite lors de l'Offensive du printemps de l'armée allemande de mars 1918, l'église fut reconstruite en totalité de 1928 à 1930.

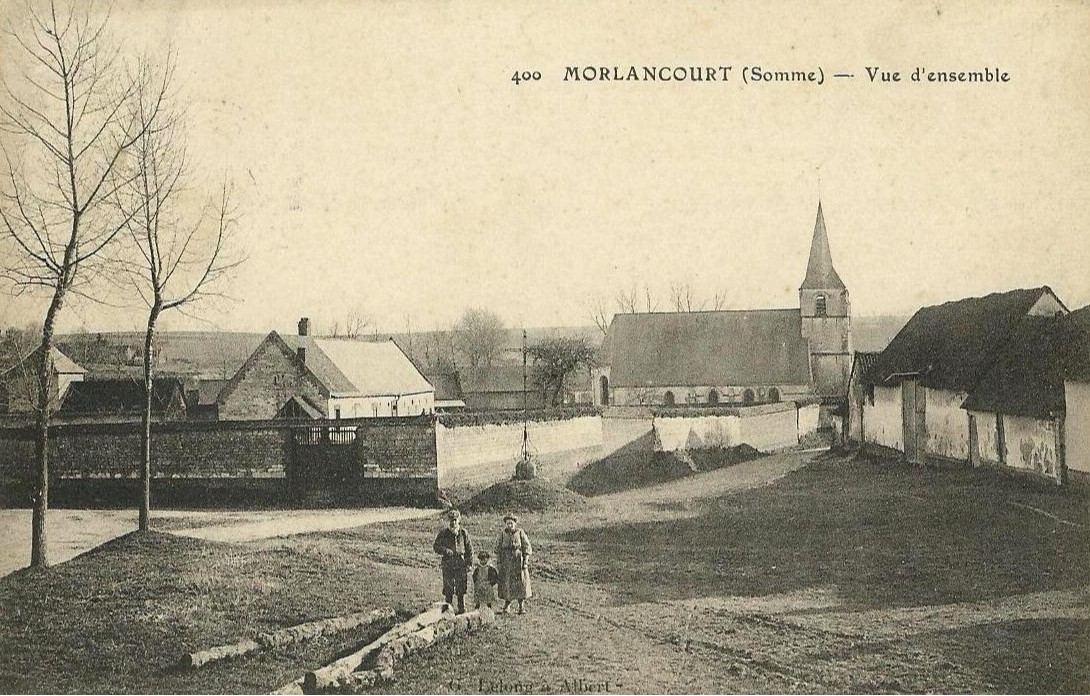
Carte postale du village avec vue de l'église avant 1914.
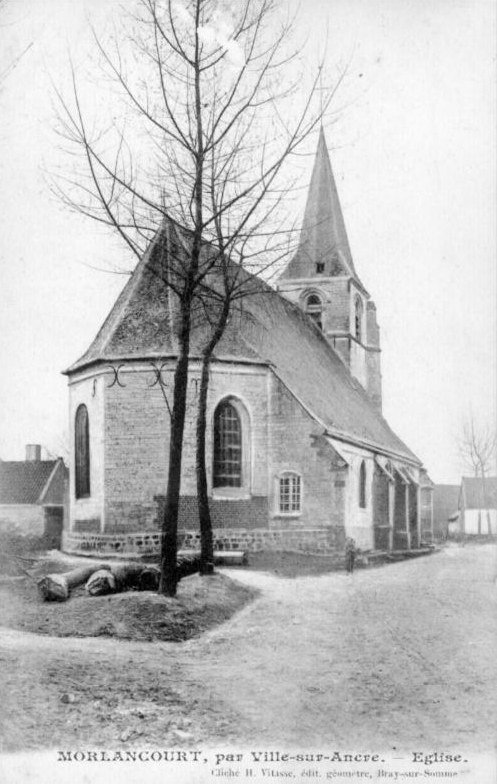
Carte postale de l'église avant 1914.

## Caractéristiques

### Extérieur
L'édifice qui mêle les styles néo-gothique et art déco a été construit en brique avec des bandeaux et des remplages en pierre de taille encadrant les baies, le portail principal et le sommet du clocher.
Conçu selon un plan basilical traditionnel avec une nef à deux bas-côtés et un chevet à trois pans, le sanctuaire ne comporte pas de transept.
La façade est percée de trois portail avec chacun un tympan sculpté.
Le tympan du portail central est orné d'un groupe sculpté représentant le Christ pantocrator entouré de deux anges.
Le groupe sculpté du tympan du portail de droite représente la Charité de saint Martin et celui du tympan du portail de gauche représente Marie-Madeleine au tombeau du Christ.

### Intérieur
Le décor décor intérieur est composé :  
- d'une Vierge de pitié qui présente la particularité que la Vierge tient l'éponge imbibée de vinaigre tendue au Christ sur la Croix[2] ;
- de verrières colorées ;
- d'autels et de statues dont celle de l'Enfant Jésus de Prague.

## Photos

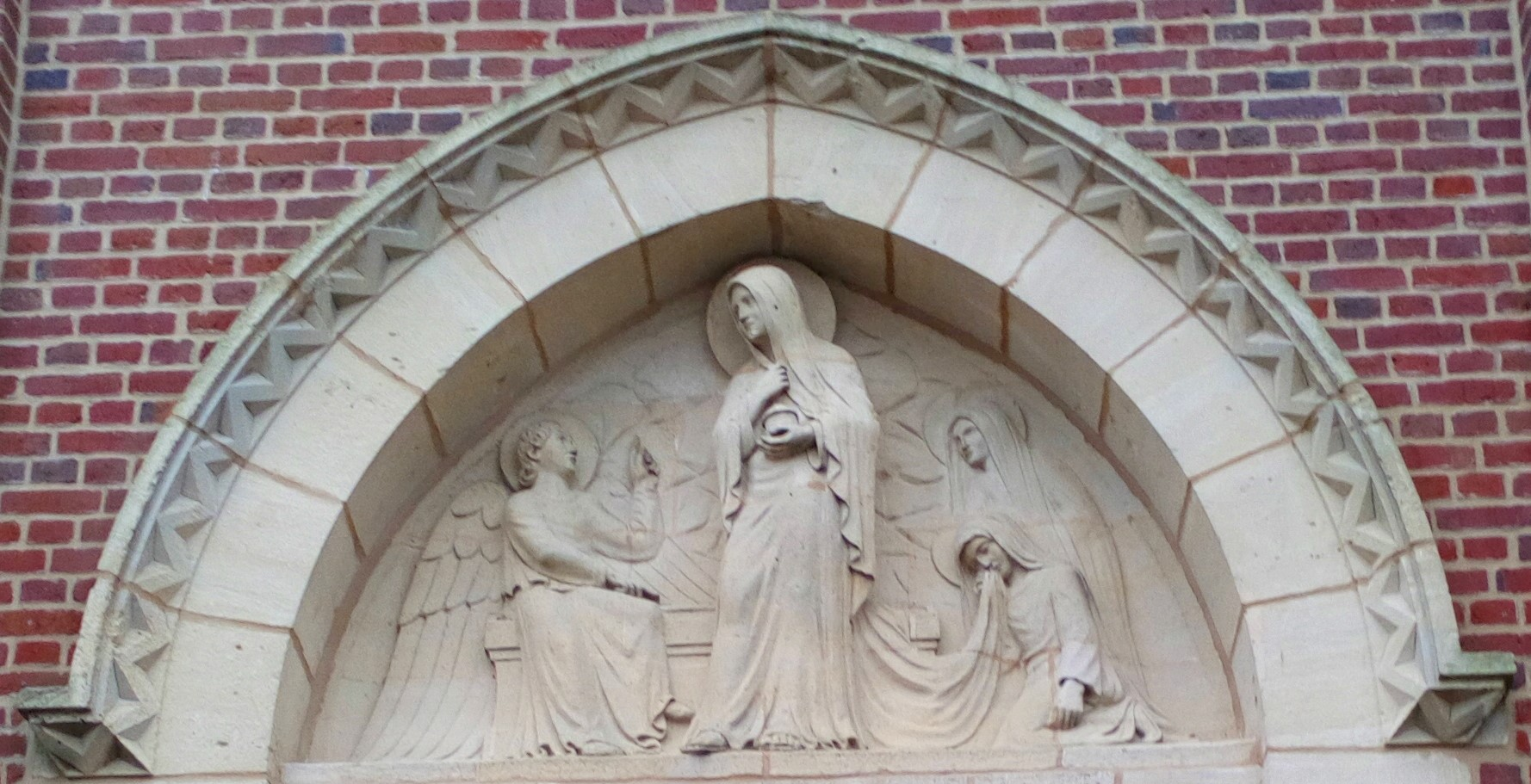
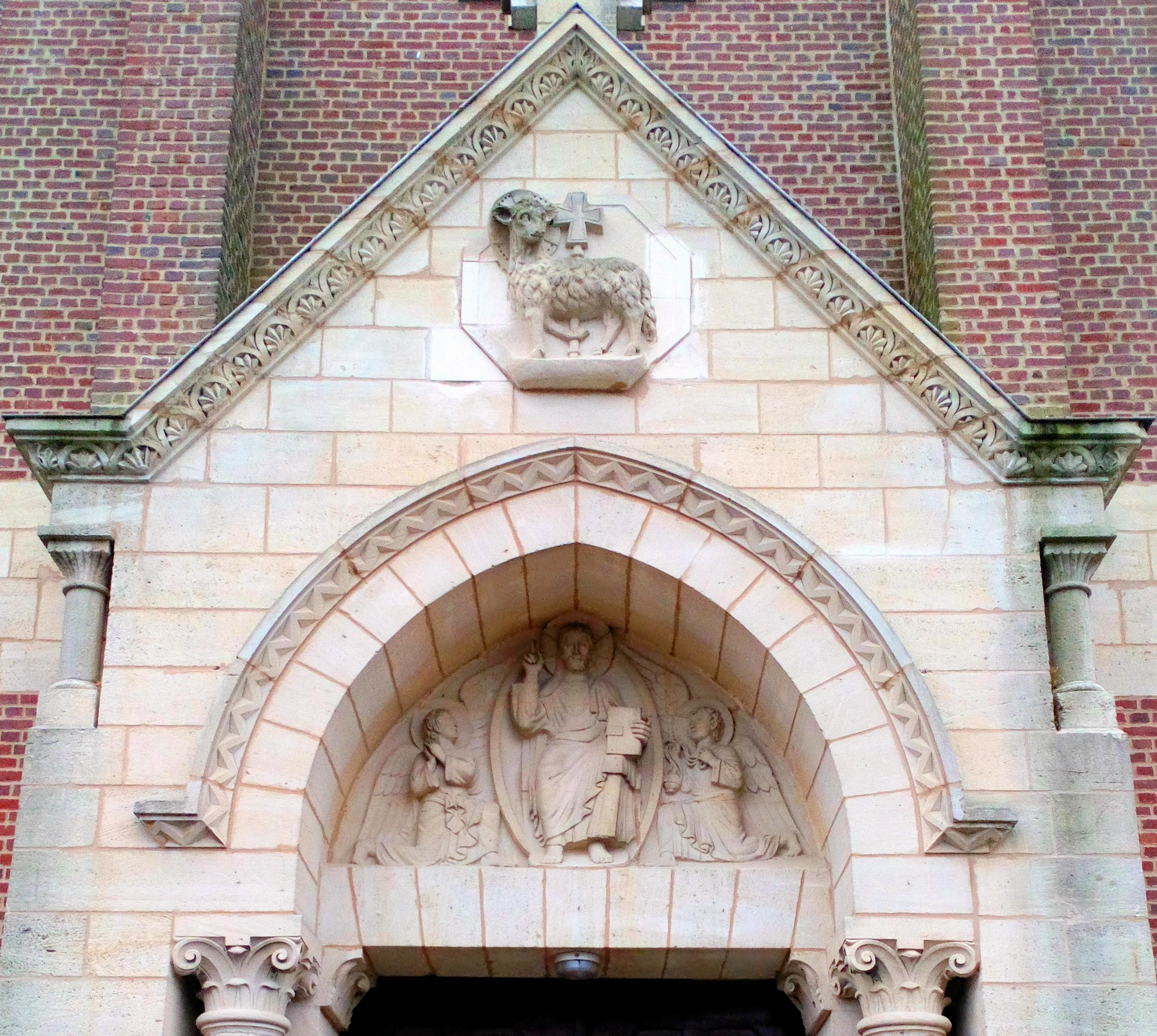
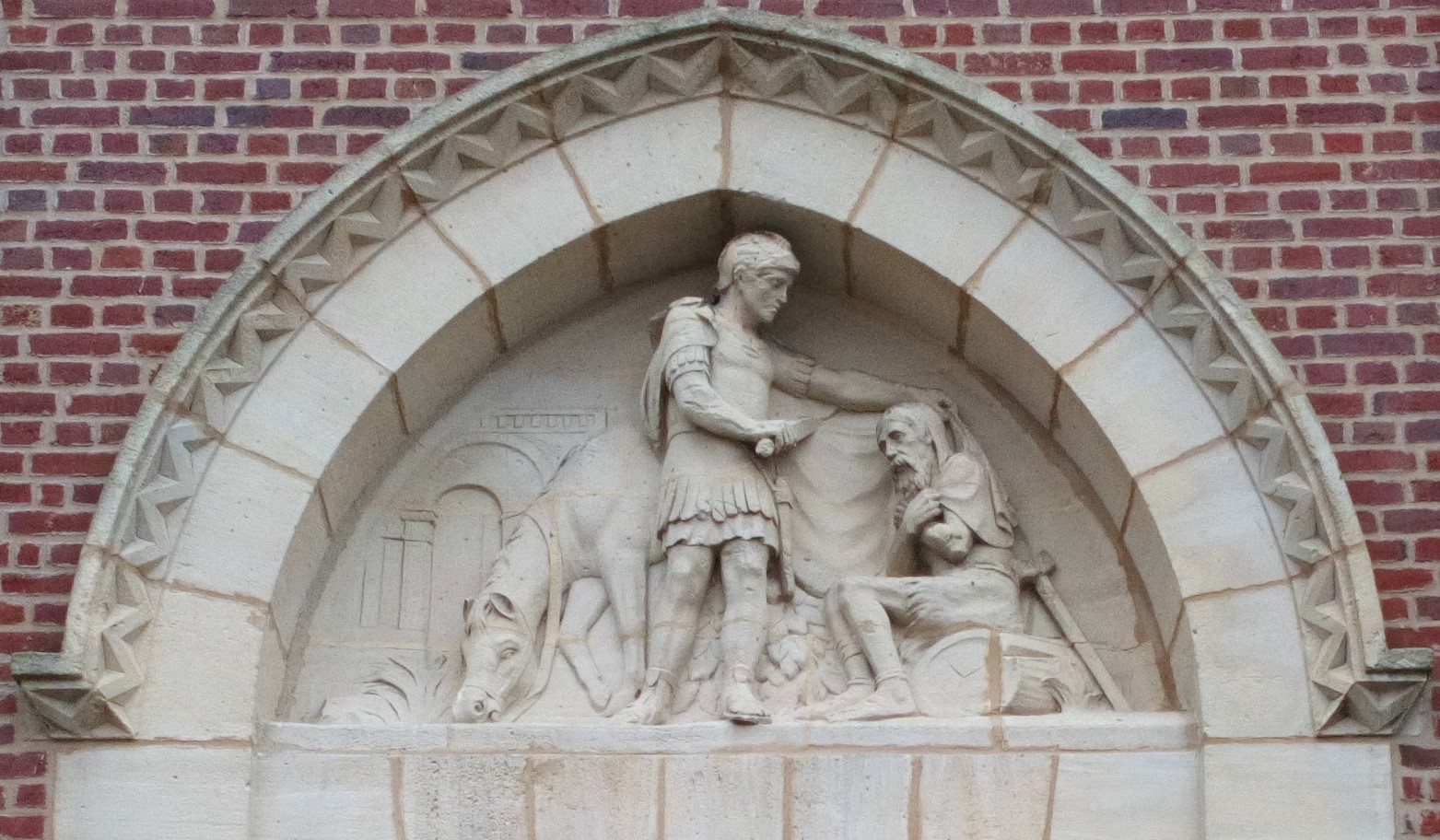